# Phaeosphaeria sparsa
Phaeosphaeria sparsa är en svampart som först beskrevs av Karl Wilhelm Gottlieb Leopold Fuckel, och fick sitt nu gällande namn av Shoemaker & C.E. Babc. 1989. Phaeosphaeria sparsa ingår i släktet Phaeosphaeria och familjen Phaeosphaeriaceae.  Arten är reproducerande i Sverige. Inga underarter finns listade i Catalogue of Life.